# کوین اپین
کوین اپین (انگلیسی: Kévin Appin؛ زادهٔ ۲۰ ژانویهٔ ۱۹۹۸) بازیکن فوتبال اهل فرانسه است.
از باشگاه‌هایی که در آن بازی کرده‌است می‌توان به باشگاه فوتبال سرکل بروژ اشاره کرد.